# FX-1400

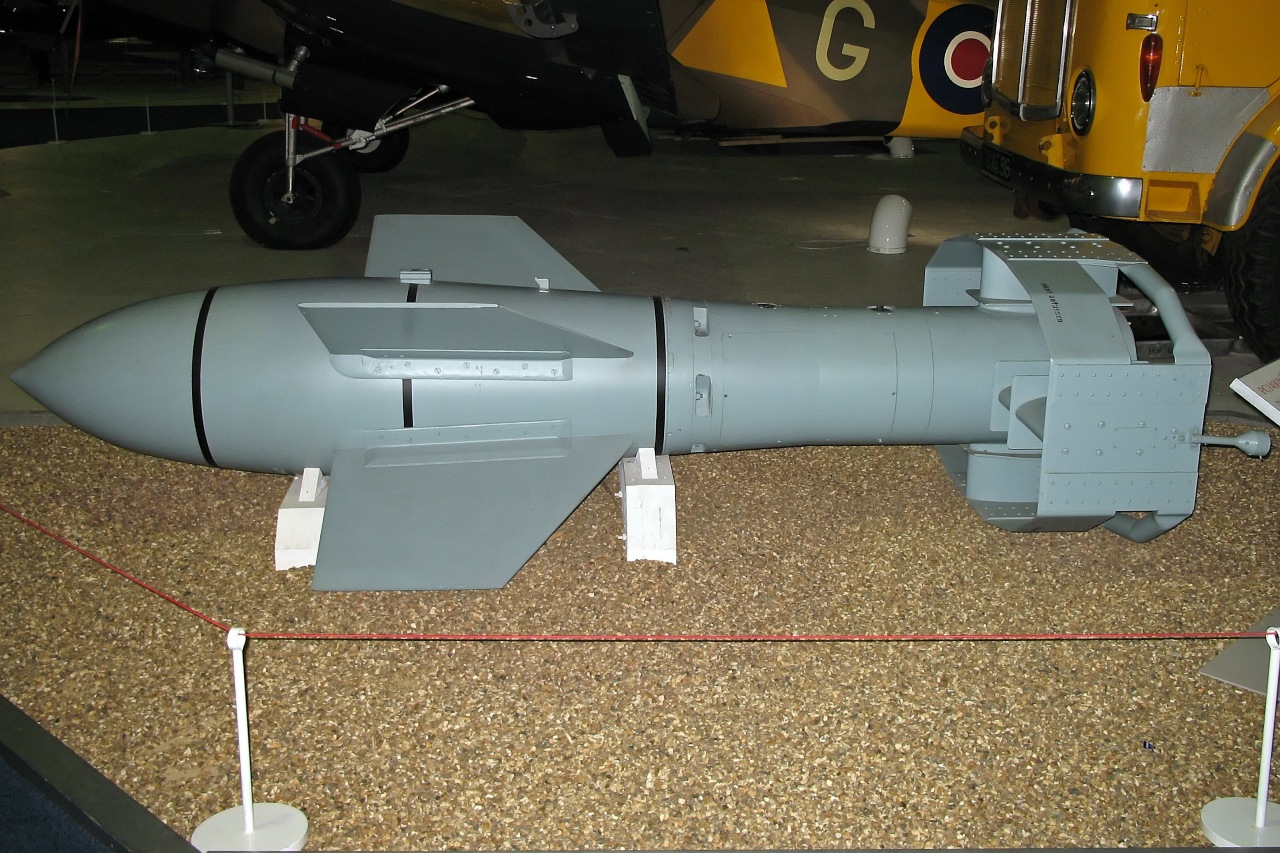
Планирующая управляемая бомба Fritz X

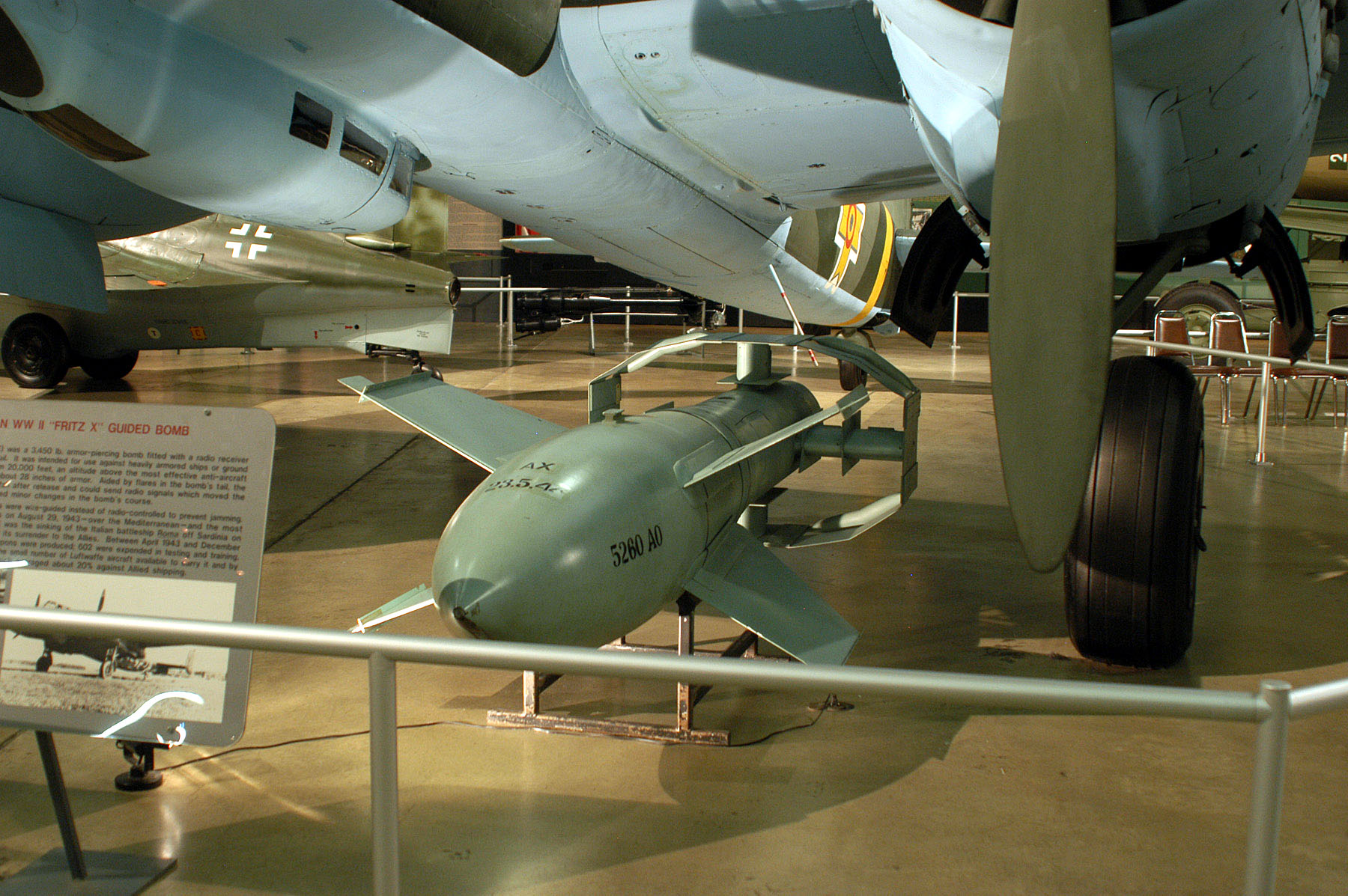
Коробчатый стабилизатор бомбы Fritz X с управляющими интерцепторами на горизонтальном и вертикальном внутренних крестообразных элементах.

FX-1400 (другие наименования Fritz-X, Ruhrstahl SD 1400 X) — немецкая управляемая авиационная бомба периода Второй мировой войны, ставшая  первым в истории образцом высокоточного оружия, принятым на вооружение и потопившим корабль в боевых условиях. Разработчиком бомбы является инженер немецкой компании «Ruhrstahl A.G.» Макс Крамер.

## История создания
В 1938 году Макс Крамер, инженер фирмы Ruhrstahl A.G., исследовал методы коррекции ошибок при бомбометании посредством радиоуправляемых интерцепторов, размещённых в хвостовой части 250-кг бомбы. В 1940 году Министерство авиации RLM приняло предложенную Крамером систему управления для авиабомбы SD 1400X повышенной бронепробиваемости и поручило компании Ruhrstahl приступить к разработке управляемой бомбы, поскольку она уже имела опыт разработки и изготовления неуправляемых бомб.
Контракт на серийное производство данной бомбы для Люфтваффе был подписан с фирмой Ruhrstahl в 1940 году. Испытания бомбы начались в феврале 1942 года на полигонах Карлсхаген и Пенемюнде Вест.

## Техническое описание
FX 1400 создавалась как радиоуправляемая бронебойная планирующая авиабомба, предназначенная для использования против бронированных морских целей. Оснащалась четырьмя крестообразными стабилизаторами (из алюминиевого сплава) в средней части корпуса и хвостовым управляемым оперением коробчатой формы. Назначение стабилизаторов (крестообразного крыла) - сообщить бомбе необходимую подъёмную силу с тем, чтобы управляющие поверхности хвостового оперения могли оказать достаточное усилие для наведения бомбы. Корпус бомбы из стали толстостенный с толщиной стенок до 15 мм. Бронепробиваемость составляла по разным данным от 130 до 150 мм.

## Система наведения
Система радиокомандного управления бомбы Kehl-Strasbourg. 
Самолёт-носитель оснащался радиопередатчиком команд управления FuG 203 «Kehl» фирмы «Telefunken», а на бомбе устанавливались радиоприёмник команд FuG 203a «Strassburg» фирмы Staßfurter Rundfunk GmbH. Для визуального наблюдения на бомбе помещался светодымовой трассёр и фара (в хвостовой части).

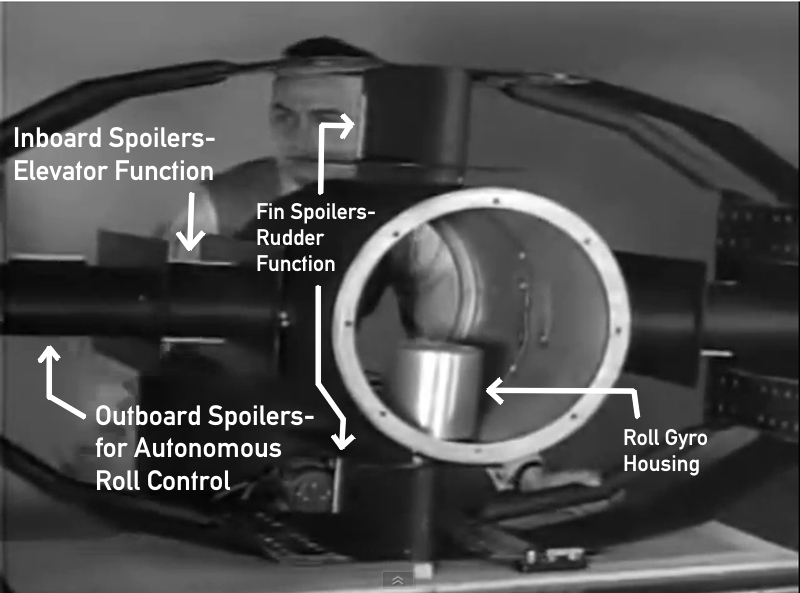
Расположение управляющих интерцепторов и гиродатчика крена. Показаны: внутренние интерцепторы (расположенные на горизонтальном стабилизаторе ближе к продольной оси) выполняют функцию руля высоты; внешние интерцепторы ‒ функцию автономного управления по крену, интерцепторы на вертикальном стабилизаторе ‒ функцию руля направления. В центральном отсеке расположен корпус гиродатчика крена

Сброшенная с высоты 4500—6500 м на расстоянии приблизительно в 5 км от цели бомба пролетала его примерно за 40 с. Для поражения цели требовалось, чтобы наведение при сбросе было довольно точным, поскольку оператор мог корректировать точку её падения лишь в небольших пределах - примерно 500 м по дальности и 350 м по направлению.
Бомбометание осуществлялось бомбардировщиком с высоты 6000—4000 м на расстоянии около 5 км от цели, при нахождении самолёта вне зоны досягаемости эффективного зенитного огня. После сброса начинался этап планирования в сторону цели, с применением радиокомандного управления.
При выбранном типе наведения MCLOS - «ручное командное наведение по линии визирования», оператор должен удерживать бомбу в поле зрения прицела непрерывно (для этой цели в хвостовой части размещен блок трассёров "Leuchtsatz" с бело-голубым бездымным свечением), а самолёт-носитель должен выдерживать курс, что исключало возможность уклонения от зенитного огня и атак истребителей.

## Испытания и боевое применение
9 сентября 1943 года майор Бернхард Йопе атаковал линкор «Рома», корабль был потоплен.

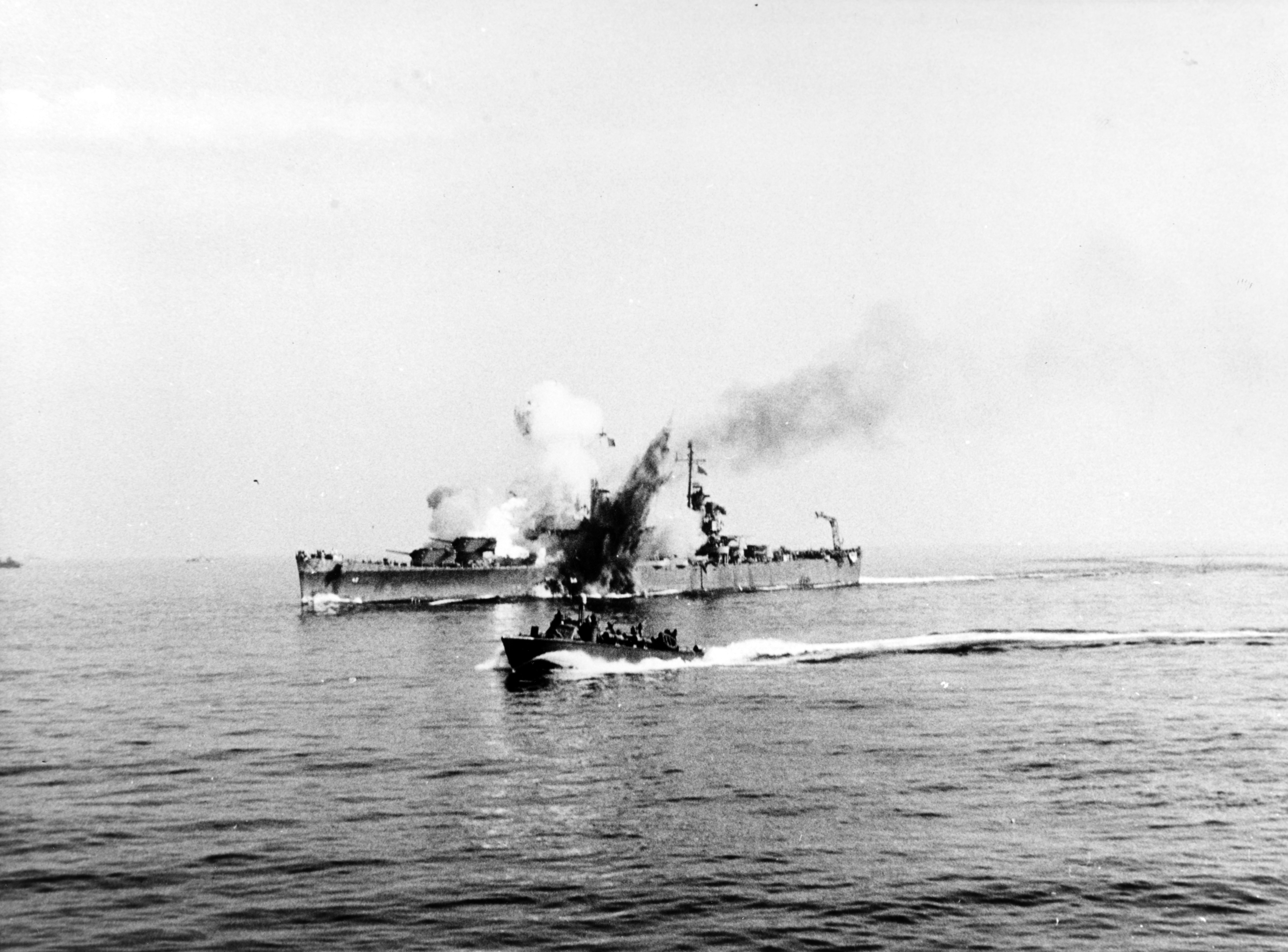
Попадание управляемой бомбы Fritz X в крейсер "USS Savannah" в ходе операции высадки союзников в Салерно (Италия).

В ходе опытных бомбометаний, проводившихся в Пенемюнде (Peenemünde-West) и позднее на испытательном полигоне Erprobungstelle Sud в Фоджа (Италия), – были получены при 40 сбросах с высот от 4000 до 8000 м значения кругового вероятного отклонения, КВО = 14 м. Все работоспособные изделия FX-1400 попадали в круг диаметром 26 м.
Всего было выпущено 1386 единиц, но лишь малая их часть была применена в боевых условиях.

## Тактико-технические характеристики
- Длина, мм 3262
- Диаметр, мм 562
- Размах оперения, мм 1352
- Масса, кг 1570
- Масса снаряжения, кг 320 (аммотол)
- Дальность полета, км 3,5-9
- Максимальная скорость, М 0,8
- Высота сброса, м 4000-8000